# Afridi (peuple)
Pour les articles homonymes, voir Afridi.
Afridi, Afri, Afers ou Ifren est le nom d'une tribu qui vécut en Afrique du Nord et plus précisément dans la région de Carthage (ancienne et importante ville de l'actuelle Tunisie). Ce nom serait à l'origine du mot « Afrique ».

## Étymologie
Afridi porte le radical berbère fr, afri, fri, ifu et ifo, alors que les radicaux afri, ifri et afer sont les mêmes.

## Histoire
À leur arrivée au nord-est de l'actuelle Tunisie, des Phéniciens fuyant des troubles internes à leur région entrent en contact avec certaines tribus berbères locales. Les tribus les plus proches de ceux qu'on appellera désormais les Carthaginois se nomment elles-mêmes « Afer » ou « Afes ». Pour les Carthaginois puis pour les Romains, ce terme va s'étendre pour désigner désormais toute une partie de la Tunisie. Ainsi, jusqu'à l'arrivée des Arabes, existent l'Africa proconsulaire et l'Africa Byzacène. Plus tard, par le fait que les cartes antiques puis médiévales ne décrivent généralement que la partie la plus septentrionale du continent, très largement inconnu et inexploré, le terme désigne petit à petit, par glissement sémantique, le continent entier. Par ailleurs, plusieurs écrits désignent le groupe des Afridi (Ifridi ou Ifrendi) comme le groupe des Banou Ifren,.

## Mythologie berbère
Afrique ou Africa provient de Ifren, provenant du radical Ifri qui désigne une divinité berbère[réf. obsolète] ; le pluriel de Ifri est Ifren. Ifri désigne les populations locales des Afers ou Afridi.

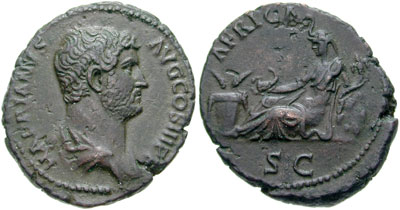
As d'Hadrien (136), représentant sur l'avers Africa, portant une dépouille d'éléphant, tenant un scorpion et une corne d'abondance, un modius de blé à ses pieds.

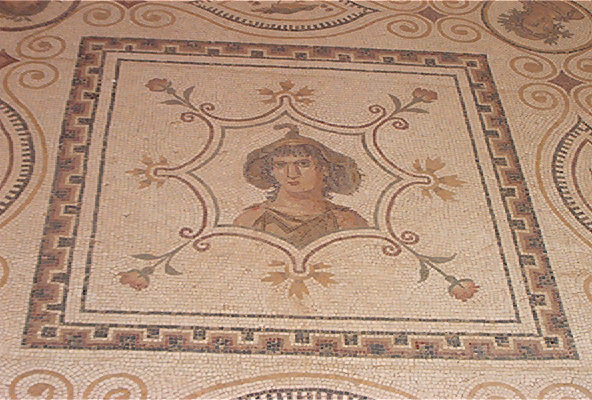
Mosaïque de la Domus Africa de Thysdrus.

La traduction ou l'emprunt latin donne Africa (Afrique), une déesse berbère avant la conquête des Romains. Dea Africa signifie « déesse Africa » et représente un symbole à l'époque romaine.
Ifru ou Ifri symbolise les rites dans les cavernes pour protéger les commerçants. Une grotte non loin de Constantine, à Guechguech, et une pièce de monnaie romaine indiquent le mythe de la protection. Ifru était une déesse solaire et un dieu des cavernes et protecteur du foyer, etc.. En somme, Ifru est une sorte de Vesta berbère.